# Mate mon cul et enfile-moi
 Pour plus de détails, voir Fiche technique et Distribution
Mate mon cul et enfile-moi est un film français réalisé par James H. Lewis en 1983 et sorti en salles en 1984.  

## Synopsis
Deux hommes en quête de proies sexuelles prétendent rechercher des actrices en vue de tourner un film pornographique. Trois jeunes femmes seront abusées, mais découvrant le pot aux roses reviendront et prendront leur vengeance.

## Fiche technique
Produit par la société Europrodis et diffusé par Audifilm, ce film, tourné en vidéo et en couleurs, a été diffusé en salles à Paris le 20 juin 1984.

## Distribution
Selon Pascal Martinet, le couple pervers est interprété par Jackie Loopie et Patrick Hart, tandis que les rôles de ses trois victimes sont respectivement confiés à Maria Jeureux, Sabine Bardou et Christine Hette. La fiche consacrée au film sur l'European Girls Adult Film Database précise les pseudonymes des interprètes : Jacky Arnal (sous le nom de Jacky Loopie) et Patrick Marin (sous le nom de Patrick Hart), tandis que les personnages féminins sont respectivement interprétés par Diane Suresne (M. Jeureux), Sylvie Door (S. Bardou) et Christine Chavert (C. Hette). Carole Piérac faisant une apparition dans l'extrait de Dossier nymphomanes en rut aux côtés de Patrick Marin alors qu'André Kay, aux côtés de Christine Chavert, apparaît dans une scène tirée de Couilles en feu.

## Informations diverses
Le film réutilise des extraits de deux autres réalisations de James-H. Lewis : Couilles en feu et Dossier  nymphomanes en rut.
À sa sortie, il était interdit aux moins de dix-huit ans.
Il a été diffusé en Allemagne en cassette vidéo sous le titre allemand Pralle fickärsche, geile dicke titten.